# Hübelhäuser
Die Hübelhäuser, auch Eibauer Seite genannt, sind ein Gemeindeteil des Ortsteils Ebersbach/Sa. der Stadt Ebersbach-Neugersdorf im Landkreis Görlitz.

## Geografie

### Lage
Die Hübelhäuser liegen im südlichen Teil des Landkreises auf dem Neugersdorfer Lössrücken in der Östlichen Oberlausitz. Die Ansiedlung erstreckt sich entlang der Bundesstraße 96, die hier von Ebersbach über die Nordsee-Ostsee-Wasserscheide kommend in das obere Landwassertal führt.
Nordöstlich erhebt sich der Kottmar (583 m), östlich der Hänschberg, südöstlich der Lerchenberg (467 m), südlich der Beerberg (427 m) und westlich der Hübel (415 m).

### Nachbarorte
| Ebersbach  | Kottmarsdorf                                | Löbauer Wiese |
| Hofehäuser | Kompassrose, die auf Nachbargemeinden zeigt | Löbauer Wiese |
| Oberland   | Hetzwalde, Neugersdorf                      | Löbauer Wiese |

## Geschichte
1708 erwarb der Rat zu Zittau für 200 Taler von einem Ebersbacher Bauerngutbesitzer ein Landstück unmittelbar westlich der zu Eibau gehörigen Löbauer Wiese. Dort ließ er entlang der Straße von Eibau nach Ebersbach 15 Baustellen von jeweils 100 Ellen Länge und 50 Ellen Breite anlegen. In den 1830er Jahren erfolgte die Chaussierung der durch die Ansiedlung führenden Straße als Poststraße von Zittau nach Dresden.
Nach der Spaltung der Gemeinde Ebersbach im Jahre 1839 waren die Hübelhäuser ein Ortsteil der Gemeinde Altebersbach. 1877 vereinigten sich die Gemeinden Altebersbach und Neuebersbach wieder zu einer Gemeinde Ebersbach. Seit der 2011 erfolgten Städtefusion von Ebersbach mit Neugersdorf gehört die Siedlung zur Stadt Ebersbach-Neugersdorf.

### Verwaltungszugehörigkeit
1777: Budissiner Kreis, 1843: Landgerichtsbezirk Löbau, 1856: Gerichtsamt Ebersbach, 1875: Amtshauptmannschaft Löbau, 1952: Kreis Löbau, 1994: Landkreis Löbau-Zittau, 2008: Landkreis Görlitz

## Ortsbild
Die als Häuslerzeile angelegte Ansiedlung ist heute mit der Löbauer Wiese und Walddorf zu einem geschlossenen Siedlungsgebiet verschmolzen. Der südlich der B 96 gelegene Teil der Löbauer Wiese bildet zusammen mit den Hübelhäusern eine östliche Ausbuchtung der Ebersbacher Flurgrenze. Das kulturelle Zentrum der Hübelhäuser ist der Gasthof „Ameise“.